# Мартышка и очки
«Мартышка и очки» — басня И. А. Крылова, написанная в мае 1815 года. Напечатана в том же году в сборнике басен.